# Padisák Judit
Padisák Judit (Budapest, 1955. október 1. –) magyar ökológus, limnológus, egyetemi tanár, a Magyar Tudományos Akadémia rendes tagja. Kutatási területe a fitoplankton szukcessziója sekély és mély tavakban. A biológiai tudományok kandidátusa (1990), a Magyar Tudományos Akadémia doktora (1999).

## Életpályája
1974-ben érettségizett az ELTE Radnóti Miklós Gyakorlóiskola diákjaként. 1974–1979 között az Eötvös Loránd Tudományegyetem Természettudományi Kar biológia szakos hallgatója volt. 1979–1981 között az Eötvös Loránd Tudományegyetem Természettudományi Kar állatrendszertani és ökológiai tanszékén tudományos segédmunkatárs volt. 1982-ben az Egri Tanárképző Főiskola Csepeli Kihelyezett Tagozatán tanársegéd volt. 1983–1993 között a Magyar Természettudományi Múzeum Növénytárában muzeológus volt. 1990-ben PhD. fokozatot szerzett. 1994–1998 között a Magyar Tudományos Akadémia Balatoni Limnológiai Kutatóintézet (Tihany) tudományos főmunkatársa volt. 1998-ban habilitált. 1998–2002 között a Veszprémi Egyetem Biológiai Intézetének tudományos tanácsadója, 2002–2006 között limnológiai tanszékvezető egyetemi tanára volt. 1999-ben a Magyar Tudományos Akadémia doktora lett. 2007-től az Analitikai, Környezettudományi és Limnológiai Intézet igazgatója. 2007-től a Nemzetközi Limnológiai Társaság alelnöke. 2013 óta MTA–PE Limnoökológiai Kutatócsoport vezetője. A Magyar Tudományos Akadémia Általános Mikrobiológiai Bizottság, Hidrológiai Bizottság tagja. 2016-tól az Academia Europaea tagja. 2019-ben a Magyar Tudományos Akadémia levelező, 2025-ben rendes tagjává választották.
Kutatási területe a fitoplankton szukcessziója sekély és mély tavakban.

## Családja
Szülei Padisák Mihály (1930–2014) író és Paál Rózsa voltak. 1978-ban házasságot kötött G. Tóth László (1954–) biológussal. Három gyermekük született: Marcell (1979–), Kamilla (1984–) és Franciska (1987–).

## Művei
- Minden napra egy játék! (Padisák Mihállyal, 1986)
- Intermediate Disturbance Hypothesis in Phytoplankton Ecology (társszerző, 1993)
- Hutchinson's heritage: the diversity-disturbance relationship in phytoplankton (1993)
- Phytoplankton in Turbid Environments: Rivers and Swallow Lakes (tárrszerző, 1994)
- Selection of phytoplankton associations in Lake Balaton, Hungary, in response to eutrophication and restoration measures, with special reference to the cyanoprokaryotes (1998)
- The Tropic Spectrum Revisited: The Influence of Trophic State on the Assembly of Phytoplankton Communities (társszerző, 2000)
- Általános limnológia (2005)
- Phycogeography of freshwater phytoplankton (2016)

## Díjai
- Eötvös Loránd-emlékérem (1979)
- Az Év Kutatója (1998)
- Széchenyi professzor ösztöndíj (2000-2003)
- Mestertanár Aranyérem (OTDK) (2009)
- A Magyar Érdemrend lovagkeresztje (2010)
- Jubileumi Ezüstérem (OTDT) (2011)
- Környezetünkért Emlékplakett (2016)
- a Mérnök Kar Kari Tanácsa a Mérnöki Kar Kiváló Oktatója (2020)[4]
- Schafarzik Ferenc-emlékérem (2020)[5]
- Cholnoky-emlékdíj (2021)[6]
- Máriáss Antal-emlékérem (2021)[7]
- Príma Díj (Veszprém megye) (2022)
- Magyar Ökológiáért emlékérem (2024)